# Qesmat Ahmadi
Pour les articles homonymes, voir Ahmadi (homonymie).
Qesmat Ahmadi (Dari : قسمت احمدی), né le 13 août 1996 à Kondoz en Afghanistan, parfois appelé Qismat Ahmadi, est un footballeur international afghan évoluant au poste de milieu de terrain pour l'équipe afghane de Mawjhai Amu FC (en).

## Carrière internationale
Ahmadi est appelé pour la première fois en équipe nationale 2015 pour le championnat SAFF (en), mais n'est pas entré en jeu Il devra attendre fin 2016 pour faire ses débuts, lors d'un match nul 1–1 en amical contre la Malaisie.

## Statistiques de carrière

### International
Au 7 juillet 2019.
| Équipe nationale | Année | Apparitions | Buts |
| ---------------- | ----- | ----------- | ---- |
| Afghanistan      | 2016  | 1           | 0    |
| Total            | Total | 1           | 0    |